# Gustav Albrecht zu Sayn-Wittgenstein-Berleburg
Gustav Albrecht Prinz zu Sayn-Wittgenstein-Berleburg, vollständiger Name Gustav Albrecht Alfred Franz Friedrich Otto Emil Ernst Prinz zu Sayn-Wittgenstein-Berleburg (* 28. Februar 1907 in Berleburg; † 1944 in der Sowjetunion, offiziell für tot erklärt 29. November 1969) war das Familien-Oberhaupt des ehemals fürstlichen Hauses zu Sayn-Wittgenstein-Berleburg und als solcher unter dem Namen Fürst zu Sayn-Wittgenstein-Berleburg bekannt.

## Leben und Familie
Gustav-Albrecht zu Sayn-Wittgenstein-Berleburg wurde als Prinz zu Sayn-Wittgenstein-Berleburg geboren. Er war der älteste Sohn aus der Ehe von Richard zu Sayn-Wittgenstein-Berleburg (1882–1925) und Madeleine zu Löwenstein-Wertheim-Freudenberg (1885–1976). Bruder Ludwig Ferdinand starb am 22. November 1943 im Alter von 33 Jahren in der Nähe von Tschernjachiw (Tschernjechoff) bei den Kämpfen um die ukrainische Stadt Schytomyr, zusammen mit weiteren Führungskräften seines Regiments. Sein jüngerer Bruder Christian Heinrich (1908–1983) wurde von August zu Sayn-Wittgenstein-Hohenstein (1868–1948) im Jahre 1927 adoptiert, um ein Erlöschen der Linie Sayn-Wittgenstein-Hohenstein zu verhindern.
Er besuchte die Höhere Knaben und Mädchenschule in Berleburg und ab Ostern 1922 die Klosterschule im thüringischen Roßleben, wo er im Frühjahr 1925 die Reifeprüfung bestand. Er war Mitglied des Corps Suevia Tübingen.
Gustav Albrecht trat im Alter von 18 Jahren als Chef des Hauses zu Sayn-Wittgenstein-Berleburg das Erbe seines Vaters an, nachdem dieser bei einem Verkehrsunfall in der Nähe von Hanau ums Leben gekommen war.
Er war in der deutschen Wehrmacht zuletzt Rittmeister der Reserve und Ic-Stabsoffizier der 23. Panzer-Division. Er ist seit dem 24. Juni 1944 bei Orscha in Russland vermisst. Am 18. August 1944 wurde er postum mit dem Deutschen Kreuz in Silber ausgezeichnet. 1969 wurde er offiziell für tot erklärt. Sein Testament wirkte noch in der Enkelgeneration nach, nachdem ein Sohn seines jüngeren Bruders Ludwig Ferdinand sich für berechtigt hielt, seinen letzten Willen gerichtlich anzugreifen. Jedoch hatte das Amtsgericht Bad Berleburg (Az. 2 LW 3/17) diese Berechtigung zurückgewiesen. Mit Beschluss vom 23. Juli 2020 hatte das Oberlandesgericht Hamm die erstinstanzliche Entscheidung bestätigt und ihr Rechtskraft gegeben. Nachdem das AG Berleburg am 30. Oktober 2020 dem Enkel Gustav Prinz zu Sayn-Wittgenstein-Berleburg einen Erbschein erteilte, konnte dieser das Erbe antreten.

## Ehe und Nachkommen
Gustav Albrecht heiratete am 26. Januar 1934 die schwedische Gräfin Margareta Fouché d’Otrante. Aus der Ehe mit Margareta gingen folgende Kinder hervor:
- Richard Casimir Karl August Robert Konstantin Prinz zu Sayn-Wittgenstein-Berleburg (1934–2017)
- Madeleine Gräfin zu Solms-Laubach, geborene Prinzessin zu Sayn-Wittgenstein-Berleburg (* 22. April 1936)
- Robin Alexander Wolfgang Udo Eugen Wilhelm Gottfried Prinz zu Sayn-Wittgenstein-Berleburg (* 29. Januar 1938)
- Tatiana Louise Ursula Therese Elsa Prinzessin von Hessen, geborene  Prinzessin zu Sayn-Wittgenstein-Berleburg (* 31. Juli 1940), verheiratet mit Moritz von Hessen
- Pia Prinzessin zu Sayn-Wittgenstein-Berleburg (* 8. Dezember 1942)